# Young Foolish Happy
“Young Foolish Happy”是英国女歌手皮克西·洛特的第二张录音室专辑，于2011年11月11日通过水星唱片公司发行。除了之前已经合作过的Mads Hauge, Phil Thornalley, Toby Gad, Steve Kipner，Andrew Frampton 等人，洛特还找来了Tim Powell, The Matrix和Rusko一同制作这张专辑。同时合作的艺人有史提夫·汪达和约翰传奇等，

## 背景及发行
自2011年1月起洛特开始到洛杉矶筹备新专辑。2011年4月接受Digital Spy采访时她透露说：“新专辑里有些非常酷的合作，我已经和一些大牌一起工作过了，但我现在还不能透露他们都是哪些艺人以防这些歌最后不能选入专辑中。”她形容新专辑说“它仍是一张流行专辑，不过会更灵魂乐一些。那是我真正喜爱的风格。这种风格在新专辑里会比较凸显。” 2011年12月17日，洛特公布了专辑名，并坦言是受了The Tams乐队1968的歌曲"Be Young, Be Foolish, Be Happy"的启发。“这是首我从小就一直在听的歌。从小时候起我就听了很多灵魂乐歌曲，我觉得这张专辑偏向于这种风格。这（Be Young, Be Foolish, Be Happy）也是我一直都很喜欢的箴言，我觉得人们有必要将它铭记于心，因为它是那么的鼓舞人心。”
新专辑最初定于英国时间2011年11月7日发行， 但最终推迟到一个星期后的11月14日。为了庆祝皮克茜的新专辑发行，伦敦著名女装零售商Lipsy给在洛特的官网购买专辑的头10,000名Lipsy顾客提供返现3英镑的代币券。

## 单曲
"All About Tonight"作为首单发行于2011年9月2日。洛特在BBC Radio 1的The Chris Moyles Show节目上首度公开了这首歌。它在英国单曲排行榜一举获得当周冠军，成为洛特的第三支英国冠军单曲。"All About Tonight"在爱尔兰单曲榜最高排名至第9名，这是洛特在该榜单仅次于"Boys and Girls"的个人成绩。
二单"What Do You Take Me For?"联手说唱歌手Pusha T，发行于2011年9月。该曲在英国和爱尔兰最高排名分别为第10和第30名。
"Kiss the Stars" 发行于2012年1月29日，是洛特此张专辑的第三也是最后一支单曲。在英国和爱尔兰最高排名分别为第8和第33名。
1. ↑  . pixielott.com. 10 March 2011  [10 October 2011]. （原始内容存档于2011-03-15）.
2. ↑  Corner, Lewis. . Digital Spy. 4 April 2011  [10 October 2011]. （原始内容存档于2012-10-25）.
3. ↑  . pixielott.com. 17 September 2011  [10 October 2011]. （原始内容存档于2011-09-25）.
4. ↑  . Heat. Bauer Media Group. 10 October 2011  [3 November 2011]. （原始内容存档于2014-02-22）.
5. ↑  . Newsbeat. BBC News Online. 5 July 2011  [10 October 2011]. （原始内容存档于2011-07-27）.
6. ↑   (PDF). Universal Music UK.   [11 February 2012]. （原始内容存档 (PDF)于2014-02-06）.